# Lithomyrtus cordata
Lithomyrtus cordata är en myrtenväxtart som först beskrevs av Andrew John Scott, och fick sitt nu gällande namn av Neil Snow och Gordon P. Guymer. Lithomyrtus cordata ingår i släktet Lithomyrtus och familjen myrtenväxter.
Artens utbredningsområde är Northern Territory, Australien. Inga underarter finns listade i Catalogue of Life.